# Initiatie (antropologie)

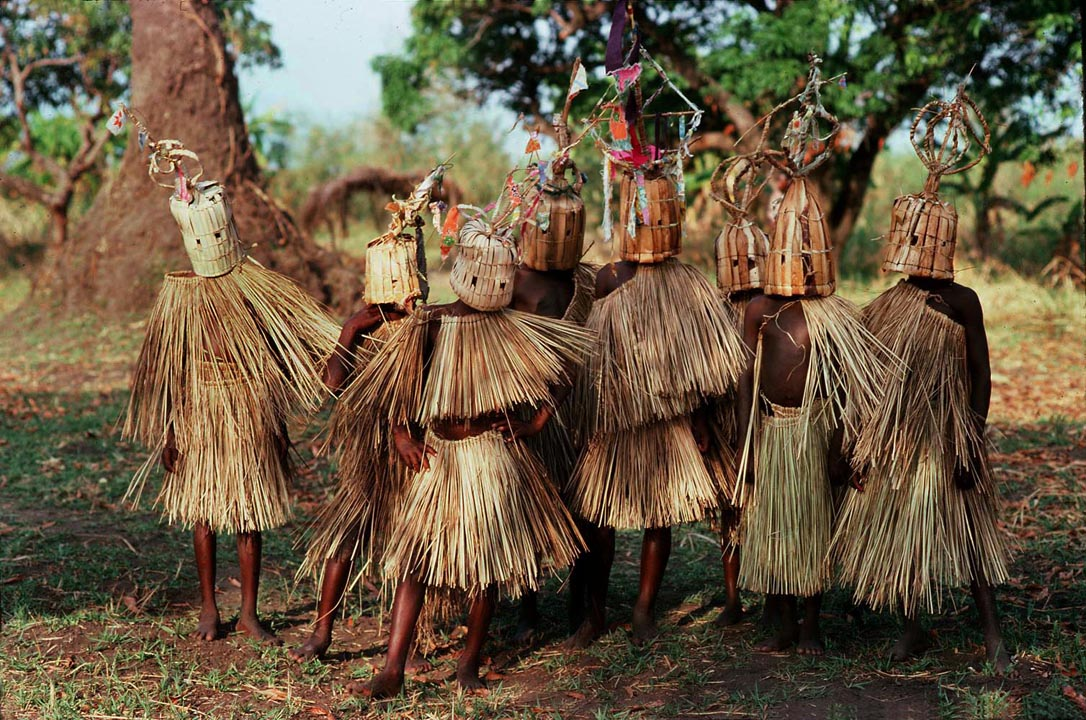
Initiatieritueel van jongens in Malawi

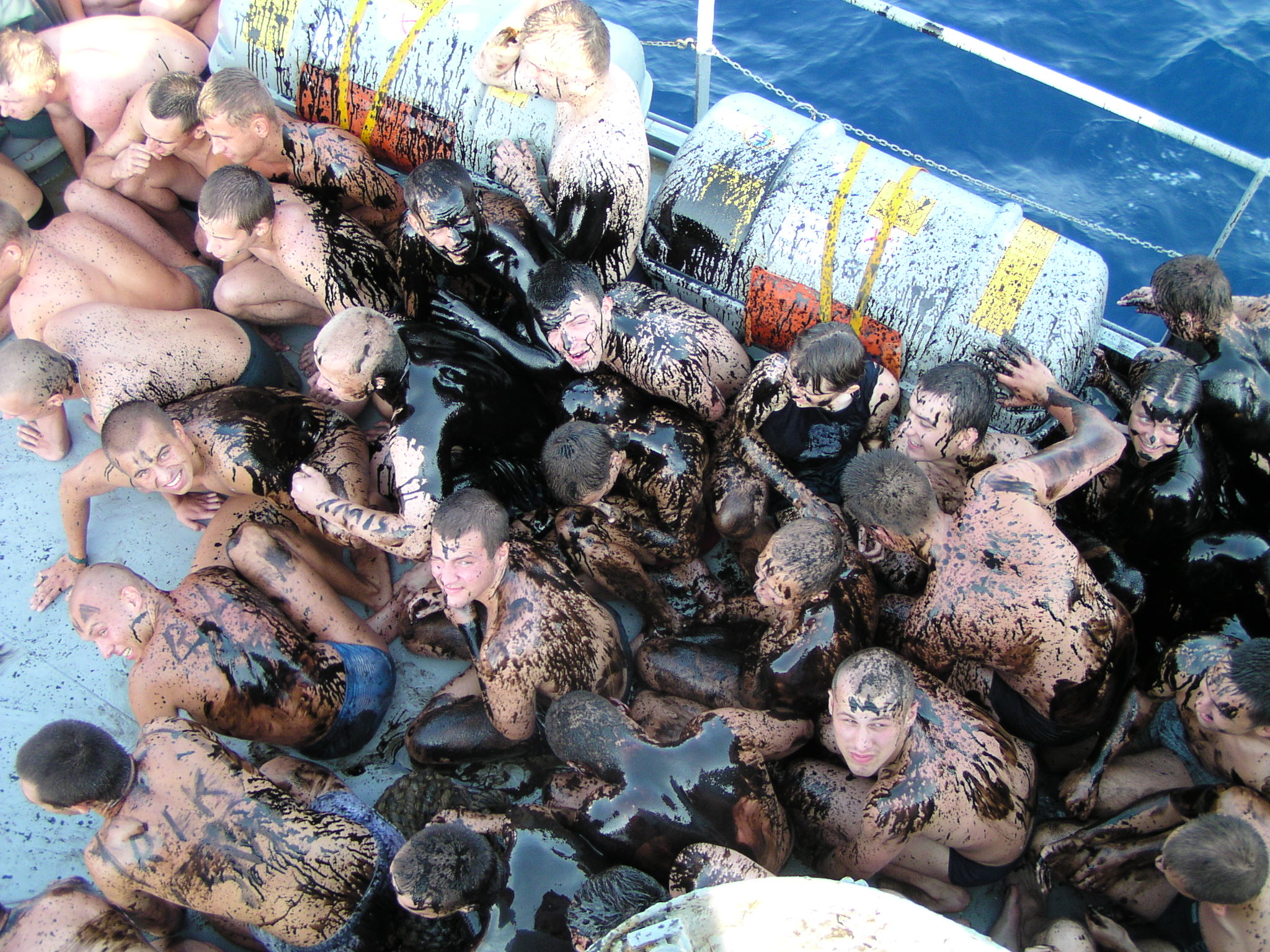
Neptunusritueel

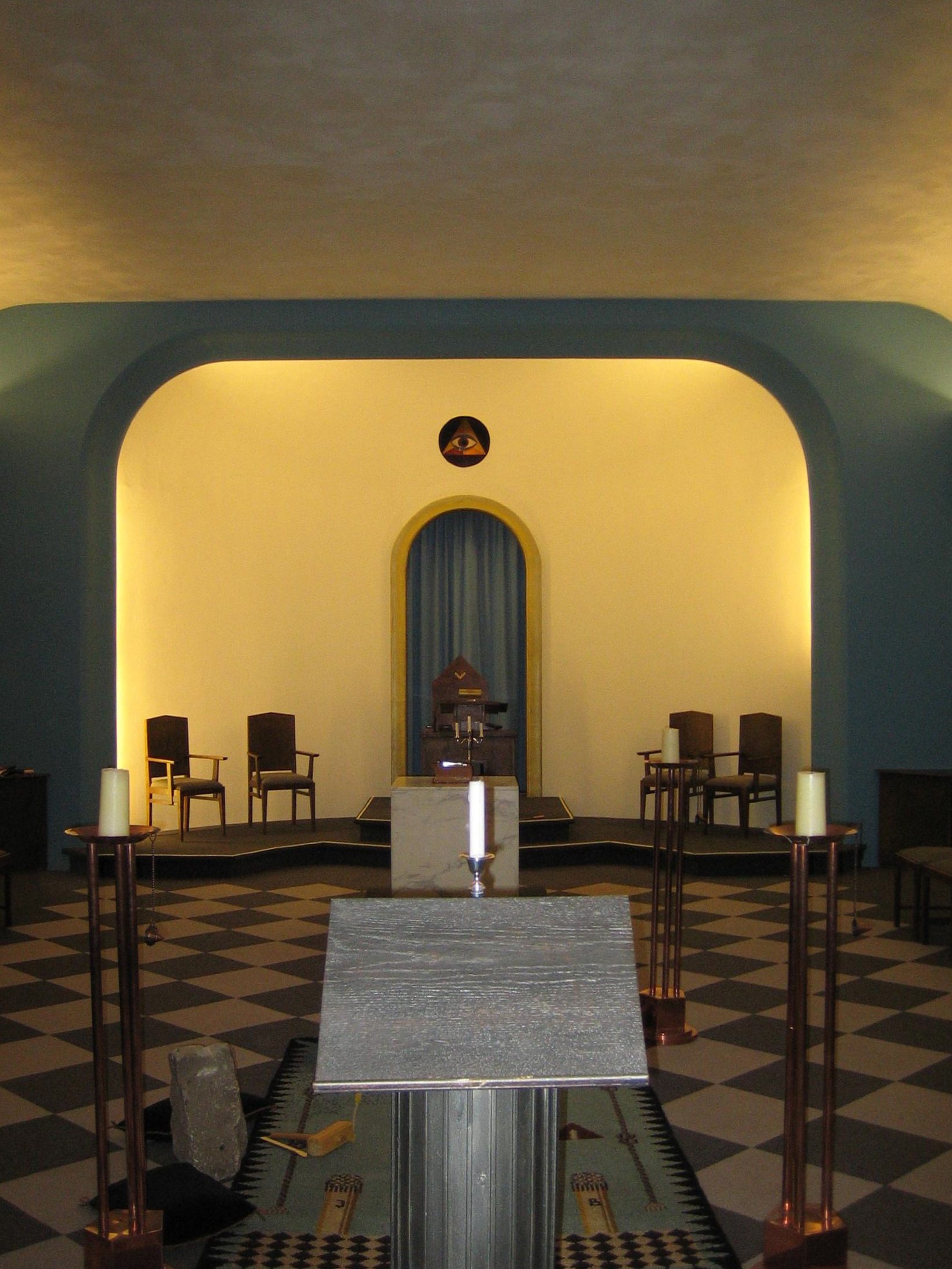
Grote tempel of werkplaats ingericht voor een initiatie bij de loge L'Union Provinciale

Een initiatie of inwijding is de opeenvolging van een of meer handelingen die erin bestaat om een buitenstaander of jongvolwassene op te nemen in een particuliere groep of gemeenschap. Hiermee gaat dikwijls een leerproces (socialisatie) gepaard dat door de inwijdeling tot een goed einde moet worden gebracht. Na afsluiting van dit leerproces is de persoon een geïnitieerde of ingewijde en bezit daarmee de volheid van rechten en plichten in de groep. De initiatie gaat meestal gepaard met een symbolisch uitgewerkt ritueel.
Er zijn steeds drie te onderscheiden fasen te onderkennen binnen een inititatieproces:
- afscheiding: het afscheid van de inwijdeling uit de universele gemeenschap
- marge: de kritische overgang van inwijdeling naar ingewijde
- aansluiting: het verwelkomen van de ingewijde in de particuliere gemeenschap

## Voorbeelden
- novices in een religieuze kloostergemeenschap of een -orde
- schachten in een (Vlaamse) studentenclub
- leerlingen in een vrijmetselaarsloge
- doop of besnijdenis van pasgeborenen of van ouderen